# Nomada verecunda
Nomada verecunda är en biart som beskrevs av Cresson 1879. Nomada verecunda ingår i släktet gökbin, och familjen långtungebin. Inga underarter finns listade i Catalogue of Life.